# Clase creativa
La clase creativa es una clase socioeconómica identificada como fuerza impulsora clave para el desarrollo económico de las ciudades postindustriales en los Estados Unidos. El término fue establecido por el economista y científico social estadounidense Richard Florida, profesor y director del Instituto de Prosperidad Martin en la Escuela de Administración Rotman de la Universidad de Toronto.

## Visión general
Florida describe la clase creativa como que comprende 40 millones de trabajadores (aproximadamente el 30 por ciento de la fuerza laboral de los Estados Unidos). Divide la clase en dos secciones amplias, derivadas de los códigos del Sistema de clasificación profesional estándar:
- Núcleo súper creativo: este grupo comprende aproximadamente el 12 por ciento de todos los trabajos de los EE. UU. Incluye una amplia gama de ocupaciones (por ejemplo, ciencias, ingeniería, educación, programación de computadoras, investigación), con trabajadores de artes, diseño y medios de comunicación que forman un pequeño subconjunto. Florida considera que los que pertenecen a este grupo están "totalmente comprometidos con el proceso creativo" (2002, p. 69). El Super-Creative Core se considera innovador, creando productos comerciales y bienes de consumo. La función principal del trabajo de sus miembros es ser creativo e innovador. "Junto con la resolución de problemas, su trabajo puede implicar la búsqueda de problemas" (Florida, 2002, p. 69).
- Profesionales creativos: estos profesionales son los trabajadores clásicos basados en el conocimiento e incluyen a aquellos que trabajan en atención médica, negocios y finanzas, el sector legal y la educación. Ellos "recurren a cuerpos de conocimiento complejos para resolver problemas específicos" utilizando grados superiores de educación para hacerlo (Florida, 2002).

Además de estos dos grupos principales de personas creativas, el grupo generalmente más pequeño de bohemios también se incluye en la clase creativa.
En su estudio de 2002, Florida concluyó que la clase creativa sería la principal fuerza de crecimiento de la economía que se espera crezca en más de 10 millones de empleos en la próxima década, lo que en 2012 equivaldría a casi el 40 % de la población.

## Trasfondo
Las teorías sociales promovidas por Florida han provocado mucho debate y discusión. El trabajo de Florida propone que una clase nueva o emergente, o un segmento demográfico formado por trabajadores del conocimiento, intelectuales y diversos tipos de artistas, es una fuerza económica ascendente, que representa un cambio importante lejos de las economías tradicionales basadas en la agricultura o de la industria o una eestructuración de las jerarquías económicas más complejas.
Las tesis desarrolladas por Florida en diversas publicaciones se extrajeron, entre otras fuentes, de datos demográficos de la Oficina del Censo de EE. UU., centrándose primero en las tendencias económicas y los cambios aparentes en las principales ciudades de EE. UU.
Varias ciudades y regiones específicas (incluyendo Silicon Valley de California, la Ruta 128 de Boston, The Triangle en Carolina del Norte, Austin, Seattle, Bangalore, Dublín y Suecia) se han identificado con estas tendencias económicas. En las publicaciones de Florida, los mismos lugares también están asociados con grandes poblaciones de Creative Class.
Florida sostiene que la clase creativa es socialmente relevante debido a la capacidad de sus miembros para estimular el crecimiento económico regional a través de la innovación (2002).
Walter Grünzweig, profesor de Estudios Americanos en la Universidad Técnica de Dortmund, ha demostrado que el origen del término "clase creativa" no radica en Florida, sino que se remonta a un pasaje del ensayo de Ralph Waldo Emerson "Poder" en su colección de la Conducta de la Vida (1860).

## Ocupaciones
Florida dice que la clase creativa es una clase de trabajadores cuyo trabajo es crear nuevas formas significativas (2002). Está compuesta por científicos e ingenieros, profesores universitarios, poetas y arquitectos, y también incluye "personas especializadas en diseño, educación, arte, música y entretenimiento, cuya función económica es crear nuevas ideas, nuevas tecnologías y / o contenido creativo" (Florida, 2002, p. 8). Los diseños de este grupo se consideran ampliamente transferibles y útiles.
Otro sector de la Clase Creativa incluye posiciones que son intensivas en conocimiento; estos generalmente requieren un alto grado de educación formal (Florida, 2002). Ejemplos de trabajadores en este sector son los profesionales de la salud y los gerentes de negocios, que se consideran parte del subgrupo llamado Creative Professionals. Su trabajo principal es pensar y crear nuevos enfoques a los problemas. La creatividad es cada vez más valorada en la sociedad global de hoy. Los empleadores ven la creatividad como un canal para la autoexpresión y la satisfacción laboral en sus empleados. Cerca de 38,3 millones de estadounidenses y el 30 por ciento de la fuerza laboral estadounidense se identifican con la clase creativa. Este número ha aumentado en más del 10 por ciento en los últimos 20 años.
La clase creativa también es conocida por su salida de la vestimenta y el comportamiento tradicionales del lugar de trabajo. Los miembros de la clase creativa pueden establecer sus propios horarios y códigos de vestimenta en el lugar de trabajo, a menudo recurriendo a un atuendo más relajado e informal en lugar de trajes y corbatas. Los miembros de la clase creativa pueden trabajar por sí mismos y establecer sus propias horas, sin seguir el estándar de 9 a 5. La independencia también es muy apreciada entre la clase creativa y se espera en el lugar de trabajo (Florida, 2002).

## La economía global
La Clase Creativa no es una clase de trabajadores entre muchas, sino un grupo que se cree que trae crecimiento económico a países que pueden atraer a sus miembros. Los beneficios económicos conferidos por la Clase Creativa incluyen resultados en nuevas ideas, industria de alta tecnología y crecimiento regional. A pesar de que la Clase Creativa ha existido durante siglos, los EE. UU. fue el primer país grande en tener una Clase Creativa que se ocupaba de la tecnología de la información, en los años sesenta y setenta. En la década de 1960, menos del cinco por ciento de la población de los EE. UU. formaba parte de la Clase Creativa, un número que ha aumentado al 26 por ciento. Al ver que tener una Clase Creativa fuerte es vital en la economía global de hoy, Europa ha igualado los números de Estados Unidos para este grupo. Se ha desarrollado una competición interurbana para atraer miembros de la Clase Creativa.
Tras un estudio empírico en 90 países, Rindermann et al. (2009) argumentaron que las clases de alta capacidad (o clases inteligentes) son responsables del crecimiento económico, el desarrollo democrático estable y los aspectos políticos positivamente valorados (efectividad del gobierno, estado de derecho y libertad).

## Lugares con alta clase creativa
El uso del censo y los datos económicos de Florida, presentados en trabajos como The Rise of the Creative Class (2002), Cities and the Creative Class (2004) y The Flight of the Creative Class (2007), así como Bobos in Paradise de David Brooks (cuyos "bobos" corresponden aproximadamente a la clase creativa de Florida), y NEO Power de Ross Honeywill (cuyos NEO ofrecen un nivel de evidencia más sofisticado), ha demostrado que las ciudades que atraen y retienen a los residentes creativos prosperan, mientras que las que no lo hacen pueden estancarse. Esta investigación ha ganado fuerza en la comunidad empresarial, así como entre los políticos y los planificadores urbanos. Florida y otros teóricos de la Clase Creativa han sido invitados a las reuniones de la Conferencia Nacional de Alcaldes y numerosos comités de desarrollo económico, como el Grupo de Trabajo del Alcalde de Denver sobre Espacios Creativos y la Iniciativa de Ciudades Frescas de la gobernadora de Míchigan Jennifer Granholm.
En Las ciudades y la clase creativa, Florida dedica varios capítulos a la discusión de los tres prerrequisitos principales de las ciudades creativas (aunque hay muchas cualidades adicionales que distinguen a los imanes creativos). Para que una ciudad atraiga a la Clase Creativa, argumenta, debe poseer "las tres 'T': Talento (una población altamente talentosa / educada / calificada), Tolerancia (una comunidad diversa, que tiene un espíritu de 'vivir y dejar vivir' ), y Tecnología (la infraestructura tecnológica necesaria para alimentar una cultura empresarial). En Rise of the Creative Class, Florida argumenta que los miembros de la Creative Class valoran la meritocracia, la diversidad y la individualidad, y buscan estas características cuando se mudan (2002).
Como lo demuestra Florida en sus libros, Buffalo, Nueva Orleans y Louisville son ejemplos de ciudades que han intentado atraer la Clase Creativa pero, en comparación con las ciudades que mejor ejemplifican las "tres 'T', han fracasado. Los trabajadores de la Creative Class han buscado ciudades que se adapten mejor a sus necesidades culturales, creativas y tecnológicas, como Chapel Hill, San Francisco, Washington, DC, Austin, Seattle, Toronto y Portland. Florida también señala que Lexington y Milwaukee, tienen los ingredientes para ser una "ciudad líder en la nueva economía".
El "Índice de creatividad" es otra herramienta que usa Florida para describir cómo los miembros de la Creative Class se sienten atraídos por una ciudad. El Índice de Creatividad incluye cuatro elementos: "la participación de la Creative Class en la fuerza laboral; la innovación, medida como patentes per cápita; la industria de alta tecnología, utilizando el ampliamente aceptado Índice de Polo de Tecnología del Instituto Milken... y la diversidad, medida por el Índice Gay, una razonable proxy para la apertura de un área "(2002, pp. 244–5). Usando este índice, Florida clasifica a las ciudades en términos de centros innovadores de alta tecnología, con San Francisco siendo el más alto clasificado (2002).
Florida y otros han encontrado una fuerte correlación entre las ciudades y los estados que brindan una atmósfera más tolerante hacia las personas culturalmente poco convencionales, como los gays, los artistas y los músicos (ejemplificados por el "Índice Gay" y el "Índice Bohemio") de Florida desarrollados en The Rise of Creative Class, y el número de trabajadores de la clase creativa que viven y se mudan allí (2002).
La investigación que involucra las preferencias y los valores de esta nueva clase socioeconómica ha demostrado que donde las personas eligen vivir ya no se puede predecir de acuerdo con las teorías industriales convencionales (por ejemplo, "las personas irán a donde están los empleos / las fábricas"). Los trabajadores creativos ya no están sujetos a productos físicos, sino que trabajan con productos intelectuales. Su migración a áreas urbanas metropolitanas donde el trabajo creativo está disponible se debe más al atractivo de la vida de ocio y la comunidad en lugar del trabajo real. Aunque la Creative Class trabaja para la globalización de ideas y productos progresivos e innovadores, también se puede considerar que valoran la comunidad local y la autonomía local. Sociólogos y teóricos urbanos han observado un cambio gradual y amplio de valores durante la última década. Los trabajadores creativos están buscando climas culturales, sociales y tecnológicos en los que sientan que pueden "ser ellos mismos".
"El principal supuesto que subyace a este enfoque es que los trabajadores creativos buscan oportunidades creativas en todos los aspectos de sus vidas y, por lo tanto, migran a ciudades que apoyan activamente sus estilos de vida preferidos" (Donegan et al., 2008, p. 181).
Cada año, Florida y el Martin Prosperity Institute publican el Global Creativity Index, un estudio internacional de naciones que clasifica a los países en las 3T del desarrollo económico: talento, tecnología y tolerancia. "El GCI es una medida de base amplia para el crecimiento económico avanzado y la prosperidad sostenible basada en las 3T del desarrollo económico: talento, tecnología y tolerancia. Clasifica y clasifica a 139 naciones en todo el mundo en cada una de estas dimensiones y en nuestra medida general de creatividad. y prosperidad "(Florida et al., 2015).
El GCI toma en cuenta la diversidad de ubicaciones geográficas, destacando su apertura como el medio para que las ideas progresistas prosperen. "La tolerancia y la apertura a la diversidad es parte integral del amplio cambio cultural hacia los valores post-materialistas... La tolerancia, o, en términos generales, la apertura a la diversidad, proporciona una fuente adicional de ventaja económica que funciona junto con la tecnología y el talento" (Florida, 2012, p. 233). La diversidad permite que estos lugares atraigan personas creativas y, por lo tanto, estimulen el crecimiento económico. Los creadores del GCI 2015 midieron a 139 países en su creatividad y prosperidad. El clasificado número uno en el 2015 GCI es Australia.
La proporción del producto nacional bruto gastado en investigación y desarrollo aumenta constantemente a nivel mundial. Las actividades creativas están creciendo a un ritmo acelerado en la mayoría de los países avanzados. El 60 % de los productos que se venderán en 2030 aún no existen. Se están robotizando tareas repetitivas. El mundo entero se está convirtiendo en una "Sociedad Creacional".

## Estilo de vida
Los estilos de vida diversos e individualistas que disfruta la Creative Class incluyen la participación activa en una variedad de actividades experienciales. Florida (2002) utiliza el término "Cultura a nivel de la calle" para definir este tipo de estimulación. La cultura a nivel de calle puede incluir una "mezcla de cafés, músicos de acera, y pequeñas galerías y bistrós, donde es difícil trazar la línea entre el participante y el observador, o entre la creatividad y sus creadores" (p. 166). Los miembros de la Creative Class disfrutan de una amplia variedad de actividades (por ejemplo, viajes, compras de antigüedades, andar en bicicleta y correr) que ponen de relieve el interés colectivo de ser participantes y no espectadores (Florida, 2002).

## Críticas
Numerosos estudios han encontrado fallas en la lógica o afirmaciones empíricas de la teoría de la Clase Creativa de Florida. Este cuerpo de investigación empírica crítica demuestra cómo la tesis de la clase creativa y las prescripciones políticas de ciudad creativa asociadas, de hecho exacerban las desigualdades sociales y económicas en las ciudades de América del Norte, Europa, Australia, y Asia. Jamie Peck sostiene que la teoría de la clase creativa no ofrece un mecanismo causal y adolece de una lógica circular. John Montgomery escribe que "lo que Florida ha ideado es un conjunto de índices que simplemente reflejan verdades más fundamentales sobre los ambientes creativos o las ciudades dinámicas". Montgomery también está en desacuerdo con las ciudades que Florida designa como las más creativas, escribiendo que Londres, y no Manchester y Leicester, debería ser una de las mejores en el Reino Unido. Matteo Pasquinelli (2006) ha desarrollado una crítica de la investigación y el marco teórico de Florida en el contexto del operaismo italiano.

### Composición e índices estadísticos
Los estudiosos de las disciplinas de la economía, la geografía, la sociología, y las ciencias sociales afines, han desafiado a la concepción de la "clase creativa" de Florida, en particular para la percepción de la falta de claridad del concepto y de la falta de precisión analítica. Un gran número de estudios han encontrado problemas con los índices estadísticos de Florida. Hoyman y Faricy no encuentran evidencia estadística de que las ciudades con mayor proporción de la Clase Creativa se correlacionen con cualquier tipo de crecimiento económico desde 1990 a 2004. En el uso de las áreas metropolitanas como la unidad de análisis, el alto grado de variación de desarrollo socio-espacial a través de la región metropolitana es ignorado. También se ha cuestionado si es más probable que los miembros de la clase creativa vivan en los suburbios homogéneos, de baja densidad de la periferia.
Los científicos sociales también han identificado problemas con la composición ocupacional de la clase creativa. El geógrafo económico Stefan Kratke cuestiona la inclusión de profesionales financieros e inmobiliarios dentro de la clase creativa por dos razones:
1. Estas personas desempeñaron un papel decisivo como "clase agente" en las crisis financieras en curso, y por lo tanto no pueden considerarse una base para la sostenibilidad crecimiento económico urbano y regional.
2. Las industrias financiera e inmobiliaria (especialmente en las ciudades centrales) son actores regionales / urbanos económicamente significativos solo porque dependen en gran medida de las entradas de riqueza creadas por actividades productivas en otras regiones.

Por otra parte, Kratke sostiene que la clase política también es inadecuada para ser incluida en la clase creativa, ya que, en muchos casos, está implicada en la desregulación financiera neoliberal y el aumento de regímenes de crecimiento urbano y regional altamente inestables a través de burbujas inmobiliarias en los Estados Unidos y en otros países.
En "Desarrollo urbano y la política de la clase creativa", Ann Markusen sostiene que los trabajadores calificados como miembros de la clase creativa no tienen un concepto de identidad de grupo, ni están en ocupaciones que son inherentemente creativas. Markusen también señala que la definición de la Clase Creativa se basa en gran medida en el logro educativo, lo que sugiere que los índices de Florida se vuelven insignificantes después de controlar la educación. Markusen sostiene que Florida "no parece entender la naturaleza de las estadísticas ocupacionales que usa" y pide que se desagreguen los principales grupos ocupacionales. Cuestiona la inclusión de ocupaciones particulares dentro de estas amplias categorías, tales como mediadores de reclamaciones, directores de funerarias, recaudadores de impuestos, pero argumenta que "estas ocupaciones pueden ser creativas, pero también lo son los pilotos de aviones, los ingenieros de barcos, y los sastres". - todos los que no son creativos en el recuento de Florida ". Además, se cuestiona si la creatividad humana puede combinarse con la educación ya que "personas en todos los niveles de educación ejercen una inventiva considerable ".

### Crecimiento económico
La investigación muestra que el crecimiento económico se experimenta cuando se toma en cuenta la importancia de los trabajadores creativos desde el punto de vista científico / tecnológico y artístico, pero esta conclusión a nivel macro se puede extraer sin la teoría de la clase creativa de Florida, que proporciona una "afirmación de las relaciones de clase contemporáneas". Otros académicos han criticado la base misma de la definición de creatividad de Florida, que muchos argumentan que se concibe de forma limitada y solo se valora por el potencial de crecimiento financiero y económico. Los estudios también han cuestionado el argumento de Florida de que los empleos y el crecimiento económico siguen a la clase creativa, y los patrones de migración de la clase creativa han sido cuestionados. En lugar de validar la lógica causal de Florida de que atraer a la clase creativa conducirá al crecimiento económico, la investigación empírica muestra que las regiones exitosas atraen y mantienen el capital humano.
La tesis de la clase creativa, y el mismo Richard Florida, han sido criticados por lo que parece ser un cambio en el pronóstico de Florida para las ciudades enfermas del Rust Belt en los Estados Unidos. El mensaje de Florida fue adoptado tan rápidamente y con entusiasmo por las ciudades porque argumentó que cualquier ciudad tenía el potencial de convertirse en una ciudad creativa con las inversiones, políticas y asesoría de infraestructura adecuadas. Un artículo de 2009, "El uso de la clase creativa", cuestiona los costosos compromisos de las ciudades industriales con dificultades en las que ofreció pronósticos optimistas, y sus declaraciones más recientes de que muchas ciudades estadounidenses nunca podrán salvarse tras la Gran Recesión. La tesis de la clase creativa también ha generado críticas por confiar en el desarrollo de las propiedades del interior de la ciudad, la gentrificación y los mercados laborales urbanos que dependen de los trabajadores de servicios de bajos salarios, en particular en la industria del hospedaje, [54] aunque Florida ha pedido que aumenten los salarios de los trabajadores de servicios.

### Resistencia de base
Creative Class Struggle, un colectivo con sede en Toronto, ha llevado estas críticas fuera de los círculos académicos, desafiando las teorías de la Clase Creativa de Florida y su adopción generalizada en la política urbana. El grupo administra un centro de información en línea para obtener información sobre estrategias y políticas de ciudades creativas, publica un boletín y otros materiales, y trabaja para involucrar a los medios de comunicación y al público en una discusión crítica. En junio de 2009, Creative Class Struggle y la revista de arte Fuse organizaron un foro público en Toronto para debatir estos temas.

### Obras citadas
- «Urban development and the politics of the creative class: evidence from a study of artists». Environment and Planning A 38 (10): 1921-1940. 2006. doi:10.1068/a38179.

- The Creative Capital of Cities: Interactive Knowledge Creation and the Urbanization Economies of Innovation. Malden, MA: Wiley-Blackwell. 2011. pp. 43-89. ISBN 978-1-4443-3621-4.

- Lang, R.; Danielsen, K. (2005). «Review roundtable: cities and the creative class». Journal of the American Planning Association 71: 203-220.
- «Struggling with the creative class». International Journal of Urban and Regional Affairs 29 (4): 740-770. 2005. doi:10.1111/j.1468-2427.2005.00620.x. Archivado desde el original el 2 de febrero de 2013. Consultado el 11 de febrero de 2013.
- «Sustaining creativity in the creative archetype: the case of Austin, Texas». Cities 26 (4): 210-219. 2009. doi:10.1016/j.cities.2009.03.004. Consultado el 9 de febrero de 2013.
- Sattler, Julia, ed., ed. (2016). «Parasitic Simulacrum. Ralph Waldo Emerson, Richard Florida, and the Urban 'Creative Class'». Urban Transformations in the U.S.A.: Spaces, Communities, Representations. Bielefeld: Transcript. pp. 81-97. ISBN 978-3-8376-3111-1.
- «Power». The Conduct of Life. Boston: Ticknor and Fields. 1860. pp. 43-70.

### Leer también
- On the Poverty of Exper ts: Between Academization and Deprofessionalization. Hartmann, Heinz, Hartmann, Marianne. 1982, vol 34, iss 2, pg 193
- Florida, R. (2002). The Rise of the Creative Class: And How it's transforming work, leisure, community and everyday life. New York: Perseus Book Group
- Fussell, Paul. Class, especially chapter titled "Class X". 1983.
- Hoyman, Michele and Christopher Faricy. 2009. "It Takes a Village: A Test of the Creative Class, Social Capital and Human Capital Theories", Urban Affairs Review, 44:311-333.
- Long, Joshua. 2010. Weird City: Sense of Place and Creative Resistance in Austin, Texas. University of Texas Press.
- Markusen, A. 2006. Urban development and the politics of the creative class: Evidence from the study of artists. Environment and Planning A, 38 (10): 1921-1940.
- Montgomery, J. (2005). Beware 'the Creative Class'. Creativity and Wealth Creation Revisited. Local Economy, Vol. 20, No. 4, 337–343, November 2005
- Peck, J. 2005. Struggling with the creative class. International Journal of Urban and Regional Research 29 (4): 740-770.
- Ray, Paul H. and Sherry Ruth Anderson. The Cultural Creative. New York: Three Rivers Press, 2000
- Rindermann, Heiner, Michael Sailer and James Thompson, 2009. The impact of smart fractions, cognitive ability of politicians and average competence of peoples on social development. Talent Development and Excellence 1 (1): 3-25.
- Rindermann, Heiner, and James Thompson, 2011. Cognitive capitalism: The effect of cognitive ability on wealth, as mediated through scientific achievement and economic freedom. Psychological Science 22 (6): 754-763.